# المنظمة الدولية للرقابة البيولوجية
المنظمة الدولية للرقابة البيولوجية والمتكاملة يشير بها دائم إلى(IOBC) هي منظمة مهنية تابعة للاتحاد الدولي للعلوم البيولوجية (IUBS) وتهدف إلى أن تكون مؤيدة فعالة للسيطرة البيولوجية والإدارة المتكاملة للآفات (IPM) والإنتاج المتكامل (IP).

## المقدمة
تعتبر المنظمة بمثابة مورد  للمنظمات الدولية ,على سبيل المثال :المفوضية الأوروبية المعنية بالاستخدام المستدام لمبيدات الآفات وحالة المكافحة المتكاملة للآفات في أوروبا ، ولوائح المفوضية الأوروبية للرقابة البيولوجية (REBECA) فيما يتعلق بعوامل التحكم في اللافقاريات البيولوجية، والفريق الاستشاري المعني بالمكافحة الدولية البحوث الزراعية بشأن المكافحة المتكاملة للآفات (CGIAR) والمنظمة الأوروبية لوقاية النباتات (EPPO) بشأن عوامل المكافحة البيولوجية ومنظمة الأغذية والزراعة (FAO) فيما يتعلق باتفاقية التنوع البيولوجي (CBD).

## الـهدف والغرض
تعزز المنظمة التطوير المكافحة والرقابة الدولية البيولوجية وتعزز تطبيقه في الإدارة المتكاملة للآفات والتعاون الدولي لتحقيق هذه الغايات.
تقوم المنظمة بتجميع وتقييم ونشر معلومات حول السيطرة البيولوجية وتشجع العمل الوطني والدولي فيما يتعلق بالبحث وتدريب العاملين وتعمل على تنسيق تطبيق ذو نطاق أوسع ووعي عام بالاهمية الاقتصادية والاجتماعية للتحكم بالرقابة البيولوجية.
وأخيراً تقوم المنظمة بتنظيم المؤتمرات والاجتماعات  والندوات  وتتخذ إجراءات اخري لتنفيذ أهدافها  العامة .